# Attagenus unicolor
Espèce
Attagenus unicolor, l'attagène des tapis, est une espèce d'insectes coléoptères de la famille des Dermestidae. Cet insecte, à répartition cosmopolite, de 3 à 5 mm de long, est un ravageur domestique, qui peut être une menace sérieuse également pour les denrées stockées. La larve, de couleur brun rougeâtre et couverte de poils, peut atteindre 7 mm de long. C'est la forme larvaire qui cause le plus de dégâts. Elle se nourrit de fibres naturelles d'origine végétale ou animale, et peut endommager les tapis, les meubles et les vêtements.

## Liste des sous-espèces
Selon BioLib (5 juin 2021) :
- Attagenus unicolor japonicus Reitter, 1877
- Attagenus unicolor simulans Solsky, 1876
- Attagenus unicolor unicolor (Brahm, 1791)

## Distribution
Attagenus unicolor a une aire de répartition cosmopolite.
Cet insecte aurait été importé aux États-Unis en provenance d'Europe au début du xixe siècle.